# 心靈投射謬誤
心靈投射謬誤（英語：mind projection fallacy）又稱投射作用、投射效应，是一種非形式謬誤，係指某人認為他看世界的觀點反映了世界的真相。也就是，某人將他的個人感覺投射到真實世界。
例如有人不喜歡吃高麗菜而主張「高麗菜很難吃！」，並且認為「難吃」是高麗菜的客觀性質，每個人都會覺得高麗菜難吃；此時他就犯了心靈投射謬誤，事實是，高麗菜是否好吃取決於吃的人的味蕾和過去經驗，因而每個人吃起來感覺都不相同。另一個例子是，我們假定有智能的外星人會有和我們相似的價值觀，然而他們的心智可能不是這樣運作的。
第二種形式的心靈投射謬誤是，某人認為自己不瞭解一個現象，意味著這現象無法被理解或不是真的。